# نايجل ليندسي
نايجل ليندسي (بالإنجليزية: Nigel Lindsay) هو ممثل بريطاني، ولد في 17 يناير 1969 في المملكة المتحدة.

## أعمال

### أفلام
- (2010) أربعة أسود[4]

## وصلات خارجية
- نايجل ليندسي على موقع IMDb (الإنجليزية)
- نايجل ليندسي على موقع ميوزك برينز (الإنجليزية)
- نايجل ليندسي على موقع قاعدة بيانات برودواي على الإنترنت (الإنجليزية)
- نايجل ليندسي على موقع قاعدة بيانات الفيلم (الإنجليزية)